# Dimension of Miracles
Dimension of Miracles (Dimensiunea miracolelor) este un roman satiric de science-fiction din 1968, cu elemente de absurd, al scriitorului american Robert Sheckley.
Romanul se referă la odiseea lui Tom Carmody, un new-yorkez care câștigă un premiu la o loterie intergalactică.

## Rezumat
Datorită unei erori de computer, Tom Carmody, un funcționar public nefericit, câștigă premiul principal al Loteriei Galactice. Fiind un om de pe Pământ, el nu are statut galactic și nici măcar nu ar trebui să fie eligibil. Totuși, el obține Premiul înainte ca greșeala să fie descoperită și i se permite să-l păstreze. Atunci începe aventura lui, deoarece, nefiind o creatură care călătorește în spațiu, nu are instinctul de a se întoarce acasă care să-l poată ghida înapoi pe Pământ, așa că organizatorii loteriei galactice nu îl pot transporta acasă. În același timp, îndepărtarea lui din mediul său de origine a făcut ca, prin „legea universală a prădării”, să ia existență o entitate prădătoare care îl urmărește și urmărește perpetuu să-l distrugă. Așa că Carmody este forțat să fugă și, cu ajutorul premiului său, întâlnește mai mulți extratereștri bine intenționați (dar de obicei nu foarte competenți) care încearcă să găsească unde, când și cui  aparține Pământul. El ajunge să fie transport de pe un Pământ pe un alt Pământ: diferite faze și realități ale planetei sale, care desigur, nu se află în timpul sau starea la care se așteaptă să fie.

## Asemănare cuGhidul autostopistului galactic
Dimension of Miracles (1968) a fost citată ca fiind asemănătoare cu Ghidul autostopistului galactic (1978) de Douglas Adams. Într-un interviu pentru cartea lui Neil Gaiman Don't Panic: The Official Hitchhiker's Guide to the Galaxy Companion, Adams a spus că nu a citit nimic  scris de Sheckley decât după ce a terminat Ghidul... (primul volum din serie) și după ce l-a văzut tipărit, iar mai târziu a constatat că unele dintre paralelele dintre cele două lucrări sunt ciudate, dar până la urmă este doar o coincidență. Gaiman, într-un interviu două decenii mai târziu și cinci ani după moartea lui Adams, a parafrazat comentariile lui Adams spunând că unele dintre asemănări au fost „deranjant de apropiate”.